# Dominique Manotti
Œuvres principales
- Sombre Sentier
- Le Corps noir
- Bien connu des services de police
- L'Honorable Société
- Or Noir

Dominique Manotti, pseudonyme de Marie-Noëlle Thibault,, née le 23 décembre 1942 à Paris, où elle a toujours vécu, est une écrivaine française.

## Biographie
Agrégée d'histoire, spécialiste de l'histoire économique du XIXe siècle, auteure d'une thèse consacrée au rachat des chemins de fer au XIXe siècle, elle enseigne d'abord cette discipline au lycée. Après 1968, elle rejoint l'université, au Centre expérimental de Vincennes, puis en tant que maître de conférences à Paris-VIII Saint-Denis.
Auteure tardive, militante politique depuis la fin des années 1950, notamment à l'Union des étudiants communistes, et syndicaliste à la CFDT jusqu'au milieu des années 1980, elle applique les outils de la recherche historique à l'écriture de romans noirs à forte connotation économico-politique et sociale.
Son premier roman, Sombre Sentier, publié en 1995, a pour toile de fond une grève de travailleurs clandestins turcs dans le Sentier, à laquelle elle avait participé en 1980. C'est dans ce roman qu'elle crée le personnage de l'inspecteur Théodore Daquin, policier homosexuel, qui sera également le héros de plusieurs autres romans.
Chroniques politiques des années 1980, ses premiers romans traitent de la spéculation immobilière (À nos chevaux), des implications politiques et économiques dans le monde du football (KOP), de la corruption et du commerce des armes (Nos fantastiques années fric).
Toujours inscrits dans leur contexte politique et social, ses romans suivants changent d'époque. Le Corps noir met en scène la Gestapo française en 1944, pendant l'Occupation. Lorraine connection a pour cadre les affrontements entre Alcatel et l'alliance Groupe Lagardère-Daewoo pour la reprise du groupe Thomson à la fin des années 1990. Racket est « librement (très librement) inspiré de l'« affaire Alstom », le rachat de l'entreprise française Alstom Énergie par l'entreprise américaine General Electric  (2013-2015) ».
À la suite des attentats de 2015, elle participe au mouvement « Polar pour tous », qui rassemble une douzaine d'auteurs de polar qui décident, après les grands rassemblements organisés en soutien à Charlie Hebdo, d'aller gratuitement dans les lycées, pour rencontrer les élèves, et « prolonger le sentiment partagé de devoir agir pour prolonger et consolider la fraternité entrevue ces jours là, marginaliser la peur, la violence, renforcer notre vie commune en société ».

## L'écrivain

### Écriture et style
Dominique Manotti, en quelques titres, est devenue une auteure incontournable de romans noirs. Elle s’intéresse aux événements marquants de l’actualité et ancre ses œuvres dans ces contextes socio-politiques.
Elle recherche la simplicité dans son style, comme elle le dit : « J'apprécie ce style direct sans fioritures ». Pour cela, elle écrit principalement ses romans et ses nouvelles au présent, ce qui rend l'intrigue actuelle. Elle prépare des phrases simples et intègre peu de figures de style.

### Méthode de travail
Elle travaille pendant six mois sur la documentation, c’est-à-dire essentiellement les journaux de la période, des livres d’enquêtes, des interviews : « Je n'écris pas vite ! Déjà, je prends toutes mes notes à la main, c'est mon processus d'appropriation, j'établis notamment une chronologie que je raccourcis énormément dans le roman, et je corrige beaucoup. » Dominique Manotti n'est finalement pas si loin d'un écrivain comme Émile Zola dans sa manière de documenter ses romans, comme le montre sa participation au colloque de Cerisy en 2016 : « Lire Zola au XXIe siècle ».

### Ses sources d'inspiration
Elle a découvert le roman noir à travers le cinéma noir, c'est après avoir vu les grands films de John Huston, Howard Hawks et Billy Wilder qu'elle a  lu les romans qui les avaient inspirés. Ses références sont les romans français du XIXe siècle, et les romans américains du XXe. Elle a lu plus de polars américains que de polars français.
Elle s'inspire aussi de faits réels comme dans Bien connus des services de police, qui s'inspire d'une bavure policière dans les années 2002-2003.

## Œuvre

### Romans

#### SérieThéo Daquin
1. Sombre Sentier, Seuil, 1995  (ISBN 2-02-025383-6)Réédition, Seuil coll. « Points » no 266, 1996 (ISBN 2-02-029675-6)
2. À nos chevaux !, Rivages, 1997  (ISBN 2-7436-0226-0)Réédition, Rivages, coll. « Rivages/Noir » no 330, 1999 (ISBN 2-7436-0494-8)
3. Kop, Rivages, 1998  (ISBN 2-7436-0365-8)Réédition, Rivages, coll. « Rivages/Noir » no 383, 2001 (ISBN 2-7436-0749-1)
4. Or noir, Gallimard, coll. « Série noire », 2015  (ISBN 978-2-07014-870-7)Réédition, Gallimard, coll. « Folio policier » no 819, 2017 (ISBN 978-2-07-270216-7)
5. Racket, Les Arènes, coll. « EquinoX », 2018  (ISBN 978-235204-733-9)Réédition, Gallimard, coll. « Folio policier » no 892, 2019 (ISBN 978-2-07-283824-8)
6. Marseille 73, Les Arènes, coll. « EquinoX », 2020  (ISBN 979-1037501196), roman lié aux agressions racistes en 1973 à Marseille[14],[15],[16]

#### SérieNoria Ghozali
1. Nos fantastiques années fric, Rivages, 2001  (ISBN 2-7436-0831-5)Réédition, Rivages, coll. « Rivages/Noir » no 483, 2009 (ISBN 2-7436-1152-9)
2. Bien connu des services de police, Gallimard, coll. « Série noire », 2010  (ISBN 978-2-07-012832-7)Réédition, Le Grand Livre du mois, 2010 (ISBN 978-2-286-06623-9) ; réédition, Gallimard, coll. « Folio policier » no 611, 2011 (ISBN 978-2-07-044200-3)
3. Racket, Les Arènes, coll. « EquinoX », 2018  (ISBN 978-235204-733-9)Réédition, Gallimard, coll. « Folio policier » no 892, 2019 (ISBN 978-2-07-283824-8)

#### Autres romans
- Le Corps noir, Seuil, 2004  (ISBN 2-02-063878-9)Réédition, Points, coll. « Thriller » no 1480, 2006 (ISBN 2-7578-0004-3)
- Lorraine Connection, Rivages, 2006  (ISBN 2-7436-1566-4)Réédition, Rivages, coll. « Rivages/Noir » no 683, 2008 (ISBN 978-2-7436-1792-9)
- L'Honorable Société, Gallimard, coll. « Série noire », 2011  (ISBN 978-2-07-012622-4)Écrit avec DOA. Grand prix de littérature policière 2011 - Réédition, Gallimard, coll. « Folio policier » no 688, 2013 (ISBN 9782070793211)
- L'Évasion, Gallimard, coll. « Série noire », 2013  (ISBN 978-2-07-014058-9)Réédition, Gallimard, coll. « Folio policier » no 758, 2015 (ISBN 978-2-07-046274-2)
- Le Rêve de Madoff, Paris, Allia, 2013, 48 p. (ISBN 978-2-84485-675-3)

### Nouvelles
- Printemps 1972 (1998), dans le magazine Caïn Hors-Série no 3, Éditions La Loupiote
- La Blanche (2000), dans le recueil collectif Tanger, Eden Publications, collection Eden noir no 6  (ISBN 2-913245-17-X)
- Garde-à-vue, mon amour (2000), dans le recueil collectif Les Sept Familles du polar, Baleine  (ISBN 2-84219-305-9)
- Carnet rose (2004) dans le recueil collectif 36 nouvelles noires pour L'Humanité  (ISBN 2-915286-24-8)
- Une affaire de femme, dans Crimes de sang-froid. Paris, Nouveau Monde Éditions, 2018.  (ISBN 978-2-369-42697-4)

## Prix et distinctions

### Prix
- Prix Sang d'encre 1995 pour Sombre Sentier[17],[18]
- Prix de Saint-Nazaire 1996 pour Sombre Sentier[18]
- Prix Mystère de la critique 2002 pour Nos fantastiques années fric[19]
- Grand Prix du roman noir français (festival de Cognac), 2002 pour Nos fantastiques années fric[20]
- Duncan Lawrie International Dagger 2008 pour Lorraine Connection[21]
- Prix Mystère de la critique 2007 pour Lorraine Connection[19]
- Trophée 813 du meilleur roman noir francophone 2006 pour Lorraine Connection[22]
- Trophée 813 du meilleur roman noir francophone 2010 pour Bien connu des services de police[22]
- Grand prix de littérature policière 2011 pour L'Honorable Société[17]
- Grand prix du Roman noir du festival de Beaune 2016 pour Or noir[23]
- Prix Polar en séries (Quais du polar) 2019 pour Racket[24]

### Nomination
- Duncan Lawrie International Dagger 2006 pour À nos chevaux ![21]

## Adaptation cinématographique
- 2009 : Une affaire d'État, film français réalisé par Éric Valette, adaptation du roman Nos fantastiques années fric par Alexandre Charlot et Franck Magnier